# Papier bristol
Pour les articles homonymes, voir Bristol.

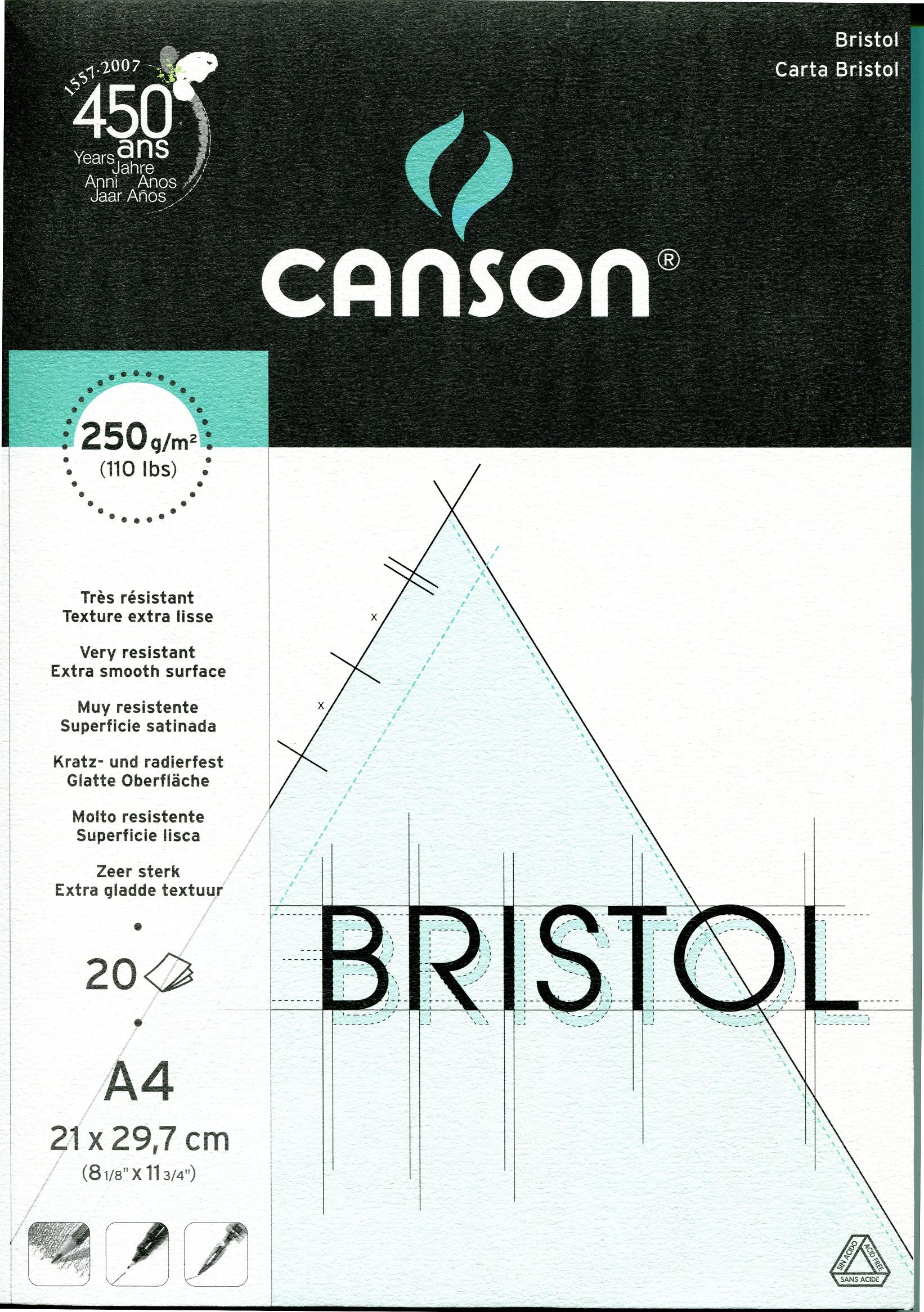
Paquet de feuilles de papier Bristol par la firme française Canson.

Le papier bristol est un papier cartonné, non-couché. 

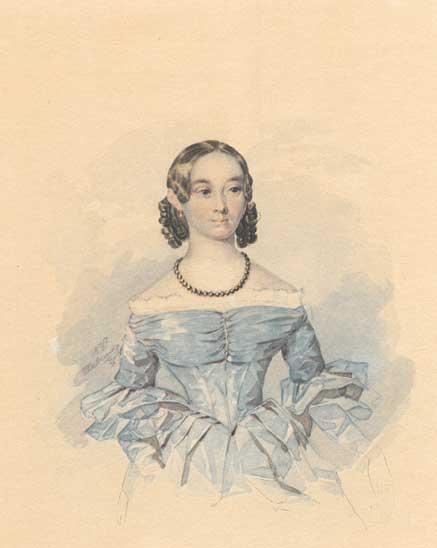
Portrait (aquarelle) de Catherine Abaza Chevtchenko sur du papier Bristol par Taras Chevtchenko (1837).

Il était autrefois utilisé pour la correspondance personnelle. Son nom vient du comte de Bristol Frederick Hervey, connu pour sa passion pour l'art. Il était fabriqué originellement à Bristol en Angleterre.
Le « papier Bristol » est un papier satiné fort et blanc.
En France et dans certains pays francophones, on désigne par « bristol » une carte de visite imprimée sur du « papier bristol ».[réf. nécessaire]